# Rozbor
Rozbor či analýza je proces, při kterém dochází k rozkladu komplexních témat na menší části za účelem dané téma lépe pochopit. Technika analýzy je používána v matematice a logice prakticky od vzniku těchto vědních oborů, nicméně jako formální vědní koncept se analýza etablovala teprve relativně nedávno. Samotné slovo analýza pochází ze starořečtiny, s pojmem analýza historicky dále pracovali myslitelé jako René Descartes, Galileo Galilei nebo Isaac Newton. Opakem analýzy je syntéza, tj. skládání částí do jednoho celku. 